# Avery Brooks
Avery Brooks (ur. 2 października 1948 w Evansville) – amerykański aktor i reżyser.
Odtwórca roli kapitana Benjamina „Bena” Sisko w serialu UPN Star Trek: Stacja kosmiczna (1993–1999), za którą dwukrotnie w latach 1996–1997 zdobył nominację dla NAACP Image Awards dla wybitnego głównego aktora w serialu dramatycznym i w 1997 był nominowany do Nagrody Saturna dla najlepszego aktora telewizyjnego gatunku. Wyreżyserował także dziewięć odcinków serii.

## Życiorys
Urodził się w Evansville w stanie Indiana jako syn Evy Lydii (z domu Crawford), instruktorki muzyki i dyrygenta chóru, i Samuela Brooksa, piosenkarza, ślusarza i pracownika związkowego. Jego dziadek ze strony matki, Samuel Travis Crawford, również był piosenkarzem. Kiedy Avery miał osiem lat, jego rodzina przeniosła się do Gary w stanie Indiana, po tym, jak jego ojciec został zwolniony z International Harvester. Dom Brooksów był wypełniony muzyką. Jego matka, która jako jedna z pierwszych Afroamerykanek uzyskała tytuł magistra muzyki na Northwestern University, uczyła muzyki wszędzie, gdzie mieszkała rodzina. Jego ojciec należał do chóru duchowego a cappella Wings Over Jordan Choir w Cleveland, najbardziej znanego z występów w radiu CBS w latach 1937–1947. Jego wuj ze strony matki Samuel Travis Crawford śpiewał w grupie wokalnej Delta Rhythm Boys.
Brooks studiował na Indiana University i Oberlin College w Oberlin w Ohio. W 1976 uzyskał tytuł magistra sztuk pięknych na Uniwersytecie Rutgersa, stając się pierwszym Afroamerykaninem, który otrzymał na tej uczelni tytuł magistra aktorstwa i reżyserii.
W 1977 wystąpił w roli Seana Davida w produkcji off-Broadwayowskiej Fotograf, z którą wziął udział w Nowojorskim Festiwalu Szekspirowskim. W 1979 trafił na Broadway w roli Paula Robesona w sztuce Czy jesteś teraz lub kiedykolwiek byłeś?. W 1977 był choreografem przedstawienia Potężni panowie, prezentowanego na Nowojorskim Festiwalu Szekspirowskim, a w 1986 debiutował jako reżyser spektaklu lorda Byrona Manfred. W 1985 zagrał na scenie Malcolma X w operze X: Życie i czasy Malcolma X i w tragedii Williama Shakespeare’a Otello.
Po występie w jednym z odcinków serialu PBS American Playhouse (1984) i telewizyjnej komedii romantycznej HBO Finnegan zaczyna od nowa (Finnegan Begin Again, 1985) z Mary Tyler Moore, został obsadzony w tytułowej roli czarnoskórego niewolnika, który po wielu latach służby u „dobrego pana” zostaje sprzedany brutalnemu Simonowi Legree (Edward Woodward) w dramacie Chata wuja Toma (1987) na podstawie powieści Harriet Beecher Stowe.
W 2000 wystąpił w roli Jermołaja Łopachina w widowisku Antona Czechowa Wiśniowy sad w McCarter Theatre Center w Princeton, a w 2004 w Yale Repertory Theatre w New Haven pojawił się w tytułowej roli w sztuce Król Lear. 
Dubbingowa rola króla Maksymusa w odcinku telewizyjnej serii animowanej HBO Długo i szczęśliwie: Bajki dla każdego dziecka (Happily Ever After: Fairy Tales for Every Child) – pt. Złota gęś (1997) przyniosła mu nominację do NAACP Image Awards za znakomity występ w serialu / programie specjalnym dla młodzieży lub dzieci. Był narratorem odcinka serialu BBC Tajemnice Biblii (Bible Mysteries, 2004).
Na kinowym ekranie zagrał w komedii sensacyjnej Mocne uderzenie (1998) i dramacie Tony’ego Kaye’a Więzień nienawiści (1998). 
Jest profesorem na wydziale sztuki teatralnej uniwersytetu stanowego New Jersey.
W 1976 zawarł związek małżeński z Vicki Lenorą Bowen, prodziekan na Uniwersytecie Rutgers. Mają troje dzieci – Ayanę, Cabrala i Asante.

## Filmografia
| Filmy |                                 |                    |                       |                      |
| Rok   | Tytuł oryginalny                | Tytuł polski       | Rola                  | Uwagi                |
| 1985  | Finnegan Begin Again            | -                  | Pasażer w autobusie   | Film telewizyjny     |
| 1987  | Uncle Tom's Cabin               | Chata wuja Toma    | Wuj Tom               | Film telewizyjny     |
| 1987  | Moments Without Proper Names    | -                  |                       |                      |
| 1988  | Roots: The Gift                 | -                  | Cletus Moyer          | Film telewizyjny     |
| 1993  | The Ernest Green Story          | -                  | Rev. Lawson           | Film telewizyjny     |
| 1993  | Spenser: Ceremony               | -                  | Hawk                  | Film telewizyjny     |
| 1994  | Spenser: Pale Kings and Princes | -                  | Hawk                  | Film telewizyjny     |
| 1994  | Spenser: The Judas Goat         | -                  | Hawk                  | Film telewizyjny     |
| 1995  | Spenser: A Savage Place         | Zaułek śmierci     | Hawk                  | Film telewizyjny     |
| 1998  | The Big Hit                     | Mocne uderzenie    | Paris                 |                      |
| 1998  | American History X              | Więzień nienawiści | Dr Bob Sweeney        |                      |
| 2001  | God Lives Underwater: Fame      | -                  | Detektyw Leon Jackson | Film krótkometrażowy |
| 2001  | 15 Minutes                      | 15 Minut           | Detektyw Leon Jackson |                      |
| 2011  | The Captains                    | -                  | (on sam)              | Film dokumentalny    |

| Seriale i telewizja |                                                 |                             |                                   |                                      |
| Rok                 | Tytuł oryginalny                                | Tytuł polski                | Rola                              | Uwagi                                |
| 1984                | American Playhouse                              | -                           | Solomon Northup                   | Odcinek: „Solomon Northup's Odyssey” |
| 1985–1988           | Spenser: For Hire                               | -                           | Hawk                              | 65 odcinków                          |
| 1989                | A Man Called Hawk                               | -                           | Hawk                              | 13 odcinków                          |
| 1993–1999           | Star Trek: Deep Space Nine                      | Star Trek: Stacja kosmiczna | Komandor / Kapitan Benjamin Sisko | 173 odcinki                          |
| 1996                | Gargoyles                                       | Gargulce                    | Nokkar (głos)                     | Odcinek: „Sentinel”                  |
| 1997                | Happily Ever After: Fairy Tales for Every Child | -                           | Król Maximus                      | Odcinek: „The Golden Goose”          |
| 2004                | Bible Mysteries                                 | -                           | Narrator                          |                                      |

| Gry wideo |                                        |              |                        |       |
| Rok       | Tytuł oryginalny                       | Tytuł polski | Rola                   | Uwagi |
| 1996      | Star Trek: Deep Space Nine - Harbinger | -            | Kapitan Benjamin Sisko |       |
| 2006      | Star Trek: Legacy                      | -            | Kapitan Benjamin Sisko |       |